# Ur jordens djup
Ur jordens djup är Finntrolls femte album. Skivan släpptes den 28 mars 2007 av skivbolaget Spinefarm.

## Låtlista
1. "Gryning" (Trollhorn) – 3:33
2. "Sång" (Katla/Trollhorn) – 4:40
3. "Korpens saga" (Katla/Trollhorn) – 3:26
4. "Nedgång" (Katla/Trollhorn/Tundra) – 3:44
5. "Ur djupet" (Katla/Trollhorn/Tundra) – 4:59
6. "Slagbröder" (Katla/Tundra) – 4:31
7. "En mäktig här" (Katla/Trollhorn) – 4:19
8. "Ormhäxan" (Katla/Trollhorn/Routa) – 4:39
9. "Maktens spira" (Katla/Trollhorn) – 3:28
10. "Under två runor" (Katla/Trollhorn) – 5:36
11. "Kvällning / Trollvisan" (Katla/Trollhorn) – 13:01

## Medverkande
Finntroll
- Vreth (Mathias Lillmåns) – sång
- Skrymer (Samuli Ponsimaa) – gitarr, bakkgrundssång
- Routa (Mikael Karlbom) – gitarr
- Tundra (Sami Uusitalo) – basgitarr, bakgrundssång
- Trollhorn (Henri Sorvali) – keyboard, akustisk gitarr, banjo, munharpa, bakgrundssång
- B. Dominator (Samu Ruotsalainen) – trummor, percussion, bakgrundssång

Bidragande musiker
- Antti "Perish" Eräkangas – sologitarr (spår 9)
- Petri Eskelinen – skrik

Produktion
- Trollhorn – producent
- Tundra – producent
- Nino Laurenne – inspelning, mixning
- Mika Jussila – mastering